# Ланцара (Салерно)
Ланцара (итал. Lanzara) је насеље у Италији у округу Салерно, региону Кампанија.
Према процени из 2011. у насељу је живело 5673 становника. Насеље се налази на надморској висини од 74 м.